# ザ・テンプターズ 涙のあとに微笑みを
「ザ・テンプターズ 涙のあとに微笑みを」（ザ・テンプターズ なみだのあとにほほえみを）は、1969年3月29日に公開された、日本の映画。東京映画制作、東宝配給、カラー、83分。
ザ・テンプターズとしては唯一の主演映画であり、後に個性派俳優として活躍する萩原健一の、実質的記念すべき俳優デビュー作でもある。

## スタッフ
- 製作：佐藤一郎、椎野英之
- 脚本：池田一朗
- 監督：内川清一郎
- 監督助手：村松哲夫
- 音楽：池野茂
- 撮影：黒田徳三
- 美術：小島基司
- 録音：長岡憲治
- 照明：今泉千仭
- 編集：広瀬千鶴
- スチール：中山章[2]

## あらすじ
高校生の山川健一(ショーケン）は、同じクラスで文化祭の実行委員長である皿井昇(ノボル）に頼まれ、「クラス対抗ものまねコンテスト」に出場して優勝する。しかし、別クラスの秋元に大事に育てていた黄色いハトのゴローを殺され、すっかり意気消沈。そんな彼の元に、スーパーSARAIに新しく入ってきた後輩の原由治(ヨッチン）が訪ねてきた。両親がいなくても明るく前向きな彼に謝るショーケン。ヨッチンは「一番にやりたいものは何だい？」と訊く。色々悩んだ末行きついたのは音楽だった。こうしてヨッチンとノボル、そして同じスーパーで働く大沢広司(ヒロシ）と伊部俊夫(ブル）と共に、「ザ・テンプターズ」を結成した。これをきっかけに、ショーケンは華やかなステージで羽ばたく事を夢見ていた。そんな中、ノボルの父親とショーケンの母・久子がスーパーでのトラブルを機に急接近。ラブレターを読んだショーケンは、ノボルから「もし二人が結婚すれば自分とは義兄弟になる」と知り、ショックを受ける。翌朝、家出を決心したショーケンを待っていたのは、美香と４人の頼もしい仲間。彼らは自分達を売り込むため旅立った。数日後、久子の友人の弓枝が６人の所へやって来た。どうやらショーケンに話さなければならない事情があるようだった。そこで彼は、母親からは決して語られなかった、出生の秘密を知ることになり・・・。

## 劇中音楽
ほとんどがレコード音源を使用。「恋の季節」に関しては、唯一の生演奏で主役の萩原自身が歌っている。
- 純愛
- 恋の季節〈原曲：ピンキーとキラーズ〉
- 神様お願い!
- エメラルドの伝説
- 涙のあとに微笑みを〈主題歌〉
- 僕たちの天使
- いつも君の名を
- おかあさん〈新規録音版／ソロ・松崎由治〉[4]
- おかあさん〈別テイク／ソロ・萩原健一〉[5]
- 秘密の合言葉

## 出演者
- 山川健一：萩原健一（ザ・テンプターズ）
- 原由治：松崎由治（ザ・テンプターズ）
- 大沢広司：大口広司（ザ・テンプターズ）
- 伊部俊夫：田中俊夫（ザ・テンプターズ）
- 皿井昇：高久昇（ザ・テンプターズ）
- 美香：聖ミカ
- 久子：新珠三千代
- 弓枝：山岡久乃
- 皿井大五郎：須賀不二男
- 杉本実：名古屋章
- 浅田夫人：横山通乃
- 支配人：大泉滉
- 秋元：保高正伸
- 駅員：駒八郎
- 白髭の神様：堺正章（ザ・スパイダース／特別出演）[2]

## 映像ソフト
- 現在は東宝からDVDが発売されている。

## 同時上映
- 『恋にめざめる頃』